# Raphaële Billetdoux
Pour les articles homonymes, voir Billetdoux.
Raphaële Marie Billetdoux, née le 28 février 1951 à Paris, est une écrivaine française. Elle est lauréate du prix Interallié en 1976 pour Prends garde à la douceur des choses et du prix Renaudot en 1985 pour Mes nuits sont plus belles que vos jours.

## Biographie

### Enfance
Raphaële Billetdoux naît le 28 février 1951,. 
Elle est la fille du dramaturge François Billetdoux et d’Évelyne Colin (1925-2022), et la sœur de l'actrice Virginie Billetdoux. 
A la mort de son époux, Paul Guilbert, en 2002, elle décide de se faire appeler par son deuxième prénom, Marie, que François Billetdoux aurait voulu lui donner à la naissance. C'est chose faite précisément le 10 octobre 2003. Cette décision marque la rupture avec sa sœur, ainsi qu'avec sa mère, dont l'auteure dénonce l'emprise tyrannique,,. Dans Femme prenant plaisir à ses fureurs, paru en 2018, l'auteure qualifie en effet sa mère de « Génie castré du pouvoir de création », « monstre » et « impératrice sans empire ». Elle y explique cependant qu'elle est devenue écrivaine afin de contenter les ambitions de sa mère qui n'a jamais pu le devenir elle-même. 

### Carrière
Elle débute comme assistante-monteuse sur des films de cinéma et de télévision. Alors qu’elle assiste le cinéaste Frédéric Rossif, qui la surnomme « la jeune fille en silence », elle commence à écrire son premier roman qu'elle appellera La jeune fille en silence et qui sera bien accueilli. « À ce comportement éprouvant dont je n’étais pas maîtresse ; au bouillonnement intérieur qui a toujours ruiné mon expression orale jusque, dramatiquement, sur les plateaux de télévision ; à la rage, après mes grandes années de philosophie, d’être devenue une technicienne sous la contrainte des horaires et le poids nouveau de la hiérarchie dans le monde du travail, il fallait une échappée : le samedi, le dimanche, je m’étais mise à écrire. Quelques chapitres de ma vie passée me tenaient lieu de sujet. En quatre mois cet automne-là, sans que j’en aie réellement conscience, s’est créé mon premier roman. On le nomma Jeune fille en silence. » écrit l'auteure à propos de son premier roman. 
En 1975, elle devient journaliste dans un grand magazine féminin[Lequel ?]. 
Elle est lauréate du prix Interallié en 1976 pour Prends garde à la douceur des choses.
En 1980, elle réalise un film long métrage, La Femme enfant.
Mes nuits sont plus belles que vos jours lui vaut le Prix Renaudot en 1985.
En 1997, elle marque une première rupture avec sa mère en publiant Chère Madame, ma fille cadette, un portrait de François Billetdoux qui ne plait pas à Evelyne Colin et sur lequel elle n'a pas eu d'emprise,.
C'est en 2006 que Raphaële, devenue Marie Billetdoux, publie Un peu de désir, sinon je meurs, un livre-document. « C'est un livre que j'ai écrit en quatre mois, comme des lettres à mon éditeur, qui a décidé de les publier. C'est Marie qui a écrit ce livre, mais un jour elle ira chercher Raphaële, qui n'a pas été si mauvaise », déclare l'écrivain. Le livre est écrit comme une lettre de l'auteure à son éditeur, Richard Ducousset, qui ne répond pas. Elle raconte les difficultés de la vie d'écrivain, de la page blanche à l'oubli, et évoque le deuil difficile après la mort de son mari.
En 2009, elle publie C'est encore moi qui vous écris, qui contient dans 1 482 pages tous les écrits qui ont jalonné la vie de l'auteure entre 1968 et 2008 comme sa correspondance, son journal intime, ses documents administratifs ou encore des articles de presse.
En 2011 sort En s'agenouillant, un roman épistolaire qui raconte à travers leur correspondance l'histoire d'une bande d'amis de Saint-Germain-des-Prés dans les années 1950 et dépeint les changements de la société française de cette époque,. 
Dans Femme prenant plaisir à ses fureurs, paru en 2018, elle raconte la vie et la personnalité de sa mère en révélant l'emprise tyrannique que cette dernière aura eu sur elle.

### Vie privée
Elle est mariée au journaliste politique Paul Guilbert jusqu'à son décès à la suite d'une longue maladie en 2002,.
Elle a un fils, Augustin, né en 1986, également écrivain et metteur en scène,.

## Œuvre
- Jeune Fille en silence, Seuil, 1971, 128 p. – Bourse de la Fondation del Duca.
- L'Ouverture des bras de l'homme (roman), Éditions du Seuil, 1973, 126 p. Prix Louise de Vilmorin 1974.
- Prends garde à la douceur des choses, Éditions du Seuil, 1976, 186 p.  (ISBN 2-02-004491-9)

Prix Interallié 1976.
- La Femme enfant (film), 1980
- Lettre d'excuse (roman), Éditions du Seuil, 1981, 185 p.  (ISBN 2-02-005958-4)

Prix Valentine-de-Wolmar de l’Académie française en 1982
- Mes nuits sont plus belles que vos jours, Grasset, 1985, 218 p.  (ISBN 2-246-33381-4)

Prix Renaudot 1985.
- Entrez et fermez la porte, (roman), Grasset, 1991, 233 p.  (ISBN 2-246-43551-X) – adaptation pour le théâtre parue chez Actes Sud, coll. « Papiers » , 2013,  (ISBN 978-2-330-01665-4)
- Mélanie dans un vent terrible (roman), Grasset, 1994, 199 p.  (ISBN 2-246-47781-6)
- Chère madame ma fille cadette, Grasset, 1997, 226 p.  (ISBN 2-246-54781-4)
- Je frémis en le racontant : horresco referens, Plon, 2000, 234 p.  (ISBN 2-259-19219-X)
- De l'air (roman), Albin Michel, 2001, 245 p.  (ISBN 2-226-12654-6)
- Un peu de désir sinon je meurs, Albin Michel, 2006, 269 p.  (ISBN 2-226-17237-8)[9]
- C'est fou, une fille..., Albin Michel, 2007, 120 p.  (ISBN 978-2-226-18097-1)

Prix Anna-de-Noailles de l’Académie française en 2008
- C'est encore moi qui vous écris, Stock, 2010, 1488 p.  (ISBN 978-2-234-06314-3)[17],[18],[1]
- En s'agenouillant, Stock, 2011, 368 p.  (ISBN 978-2-2340-7093-6)[19]
- Femme prenant plaisir à ses fureurs, Lattès, 2018[6]

## Adaptations
Le roman Mes nuits sont plus belles que vos jours est adapté au cinéma par le réalisateur Andrzej Żuławski dans le film homonyme sorti en 1989. Marie Billetdoux juge cette adaptation déplorable. 
Entrez et fermez la porte est aussi une adaptation théâtrale du roman homonyme, paru chez Actes Sud en 2013.

## Décorations
- Chevalier de la Légion d'honneur en 2007[20]